# 631

## Evenimente
- Bătălia de la Wogastisburg. Dispută între slavii comandați de Samo și francii conduși de regele Dagobert I, încheiată cu victoria lui Samo.

## Decese
- dată necunoscută: Zaharia al Ierusalimului  (n. ?)